# Carlo Bertozzi
Carlo Bertozzi (Colorno, 12 agosto 1896 – Parma, 9 aprile 1962) è stato un aviatore e imprenditore italiano.

## Biografia
Figlio di Abele Bertozzi e di Gemma Bilzi, Carlo Bertozzi nasce il 12 agosto 1896 a Colorno in provincia di Parma. Nel 1911 lascia il suo paese d'origine, per trasferirsi con la famiglia in città dove il padre Abele, che fu tra i pionieri italiani di produzione industriale e stagionatura formaggi e conserviero, svilupperà la propria impresa.

Manifesto pubblicitario Parmigiano Reggiano Bertozzi

Allo scoppio della prima guerra mondiale, si arruolò come pilota aviatore frequentando il Primo corso italiano per piloti da caccia tenutosi a Ghedi. Lo superarono solo due piloti: Carlo Bertozzi e Guglielmo Bussolati, anche quest'ultimo originario della zona di Colorno (Mezzano Superiore), divenendo i primi avieri Italiani a conseguire quel tipo di brevetto.
Nel 1918, al termine della guerra, unitamente al fratello Amilcare, diresse l'azienda del padre Abele con stabilimenti di stagionatura di formaggi grana a Parma e in Campania. Con Amilcare fondò nel 1932 l'Althea SpA, e creando prodotti di successo, come Sugoro, Parmì e Cremifrutto e sempre con suo fratello, fu tra i fondatori dell'Istituto Nazionale delle Conserve, nel 1945 dell'Unione Parmense degli Industriali, della Stazione sperimentale per l'industria delle conserve alimentari e del Rotary di Parma.
Morì a Parma il 9 aprile del 1962.
Il comune di Parma, ha intitolato ai fratelli Carlo ed Amilcare Bertozzi il nome di una via della città.

## Riferimenti biografici
- F. e T. Marcheselli, Dizionario Parmigiani, Parma, 1997.
- Marzio Dall'Acqua, Enciclopedia di Parma: dalle origini ai giorni nostri, Parma, Ricci, 1998.
- SSICA, Industria italiana delle conserve alimentari, vol. 37, Parma, SSICA, 1962,  pp. 245-251, ISBN non esistente.